# Карасёвский сельсовет (Черепановский район)
Карасёвский сельсовет — сельское поселение в Черепановском районе Новосибирской области Российской Федерации.
Административный центр — село Карасёво.

## История
Статус и границы сельского поселения установлены Законом Новосибирской области от 2 июня 2004 года № 200-ОЗ «О статусе и границах муниципальных образований Новосибирской области»

## Население
| 2002  | 2010  | 2012  | 2013  | 2014  | 2015  | 2016  |
| ----- | ----- | ----- | ----- | ----- | ----- | ----- |
| 1743  | ↘1598 | ↗1607 | ↘1606 | ↗1654 | ↗1669 | ↗1703 |
| 2017  | 2018  | 2019  | 2020  | 2021  |       |       |
| ↗1716 | ↗1718 | ↘1671 | ↘1643 | ↘1634 |       |       |

## Состав сельского поселения
| № | Населённый пункт | Тип населённого пункта       | Население |
| - | ---------------- | ---------------------------- | --------- |
| 1 | Карасёво         | село, административный центр | ↘948      |
| 2 | Нововоскресенка  | деревня                      | ↘530      |
| 3 | Чащино           | село                         | ↘120      |